# Aktenordnung
Eine Aktenordnung regelt in einer Behörde, darunter auch in einem Gericht, die Bildung und Führung von Akten in Rechtssachen sowie die Führung der dazugehörigen Register. Die Regelungen gelten für Papierakten und für elektronische Akten.